# Râul Roșcani, Jijia
Râul Roșcani este un curs de apă, afluent al râului Frasin. 